# Procleomenes glabrescens
Procleomenes glabrescens är en skalbaggsart som beskrevs av Tatsuya Niisato 1981. Procleomenes glabrescens ingår i släktet Procleomenes och familjen långhorningar. Inga underarter finns listade i Catalogue of Life.